# Gamma Trianguli Australis
Gamma Trianguli Australis (γ TrA, γ Trianguli Australis) è la terza stella più brillante della costellazione del Triangolo Australe. Di magnitudine apparente 2,88, dista 184 anni luce dal sistema solare.

## Osservazione
La sua posizione è fortemente australe e ciò comporta che la stella sia osservabile prevalentemente dall'emisfero sud, dove si presenta circumpolare anche da gran parte delle regioni temperate; dall'emisfero nord la sua visibilità è invece limitata alle regioni tropicali. La sua magnitudine pari a +2,88 le consente di essere scorta con facilità anche dalle aree urbane di moderate dimensioni.
Il periodo migliore per la sua osservazione nel cielo serale ricade nei mesi compresi fra fine marzo e agosto; nell'emisfero sud è visibile anche verso l'inizio della primavera, grazie alla declinazione australe della stella, mentre nell'emisfero nord può essere osservata in particolare durante i mesi tardo-primaverili boreali.

## Caratteristiche fisiche
La stella è classificata come stella bianca di sequenza principale di tipo spettrale A1V, come ad esempio Sirio; tuttavia è più massiccia rispetto a Sirio ed è in uno stadio evolutivo più avanzato in quanto nell'attuale epoca potrebbe essere in procinto di terminare l'idrogeno interno al suo nucleo per trasformarsi in gigante.
γ Trianguli Australis è una stella peculiare; un'inusuale abbondanza di europio la pone infatti tra le stelle Ap, anche se, a differenza di questo tipo di stelle la sua velocità di rotazione è piuttosto elevata, circa 200 km/s, e le consente di ruotare su sé stessa in un periodo inferiore a 1,2 giorni.
Osservazioni compiute tramite il satellite IRAS mostrerebbero un eccesso di radiazione infrarossa proveniente da una zona circostante la stella, il che suggerirebbe la presenza di un disco circumstellare con una temperatura di 50 K, posto ad una distanza media di 481 UA. Altri studi però escluderebbero quest'ultima ipotesi.